# 西村兵部
西村 兵部（にしむら ひょうぶ、1920年5月28日 - 1976年6月3日）は、美術史学者。
大阪府大阪市生まれ。関西学院専門部文学部英文科を経て1944年台北帝国大学文政学部史学科卒業。奈良の育英高等学校教諭の後、1948年奈良国立博物館に勤務、1961年資料室長、1964年普及室長、1967年資料室長、学芸課長、1972年大阪市立美術館長となった。染織工芸史の研究を専門とし、正倉院宝物の古裂調査を宮内庁より委嘱された。1976年6月3日、心筋梗塞のため京都の鞍馬口病院で死去。従五位勲五等双光旭日章を追贈された。

## 著書
- 『コプトの染織』美術出版社 1966
- 『インド・東南アジアの染織』美術出版社 1971

### 共編著
- 『奈良の旅』曽沢太吉共編 創芸社 1954
- 『EGYPTの染織』編集 有秀堂 1964
- 『日本の文様 1 菊』吉田光邦,河原正彦共著 光琳社出版 1970
- 『インドネシア古代染織』編輯 光琳社出版 1971
- 『日本の文様 14 松』吉田光邦,伊藤ていじ,元井能,河原正彦共著 光琳社出版 1971
- 『紋織』全2巻　芸艸堂 日本染織芸術叢書 1971-1975
- 『中国の染織』編集 芸艸堂 1973
- 『日本の文様 9 唐草』中野徹,河原正彦共著 光琳社出版 1974

## 注
1. ↑  “西村兵部 :: 東文研アーカイブデータベース”. 東京文化財研究所. 2024年9月29日閲覧。